# 太平洋黑绵鳚
太平洋黑绵鳚，為輻鰭魚綱鱸形目绵鳚亞目绵鳚科的其中一種，分布於東北太平洋區，從美國阿拉斯加州至墨西哥海域，屬底棲性魚類，棲息深度約700公尺，體長可達11公分。

## 扩展阅读
維基物種上的相關：太平洋黑绵鳚